# Joseph M. Newman
Pour les articles homonymes, voir Joe Newman et Newman.
Joseph M. Newman, né le 7 août 1909 à Logan et mort le 23 janvier 2006 à Simi Valley, est un réalisateur américain.

## Filmographie
- 1938 : Man's Greatest Friend
- 1939 : The Story of Alfred Nobel
- 1939 : Money to Loan
- 1939 : The Story That Couldn't Be Printed
- 1940 : Maintain the Right
- 1940 : Know Your Money
- 1940 : Women in Hiding
- 1940 : Cat College
- 1940 : Buyer Beware
- 1941 : Respect the Law
- 1941 : Coffins on Wheels
- 1941 : Triumph Without Drums
- 1942 : Don't Talk
- 1942 : Vendetta
- 1942 : Northwest Rangers (en)
- 1947 : The Luckiest Guy in the World
- 1947 : The Amazing Mr. Nordill
- 1948 : Jungle Patrol
- 1949 : Abandoned
- 1949 : The Great Dan Patch
- 1950 : I'll Get You for This
- 1950 : 711 Ocean Drive
- 1951 : The Guy Who Came Back
- 1951 : Nid d'amour (Love Nest)
- 1952 : Duel dans la forêt (Red Skies of Montana)
- 1952 : Les Bannis de la Sierra (The Outcasts of Poker Flat)
- 1952 : La Dernière Flèche (Pony Soldier)
- 1953 : Meurtre à bord (Dangerous Crossing)
- 1954 : Dans les bas-fonds de Chicago (The Human Jungle)
- 1955 : Les Survivants de l'infini (This Island Earth)
- 1955 : El Tigre (Kiss of Fire)
- 1956 : Flight to Hong Kong
- 1957 : Death in Small Doses (en)
- 1958 : War of the Planets
- 1958 : Fort Massacre
- 1959 : Le Shérif aux mains rouges (The Gunfight at Dodge City)
- 1959 : Le Cirque fantastique (The Big Circus)
- 1959 : Tarzan, l'homme singe (Tarzan, the Ape Man)
- 1960 : The Lawbreakers
- 1961 : King of the Roaring 20's - The Story of Arnold Rothstein
- 1961 : Twenty Plus Two
- 1961 : Tonnerre apache (A Thunder of Drums)
- 1961 : The George Raft Story